# NetPersec
NetPerSec é um software que monitora toda a atividade TCP/IP e gera gráficos da velocidade de comunicação. 
Na janela principal, mostra as velocidades corrente e média de upload e download dos dados. 
Como utilizar a ferramenta NetPerSec:
A utilização e simples, basta iniciar a ferramenta que ela já estara monitorando todo o tráfego TCP/IP.
Considerações:
A ferramenta gera tráfego de toda atividade TCP/IP na interface, logo quando não houver downloads o tráfego será mínimo.